# Греція на зимових Олімпійських іграх 2010
Греція на зимових Олімпійських іграх 2010 була представлена 7 спортсменами в 3 видах спорту. Для країни це 17-та зимова Олімпіада.
За традицією, національна олімпійська збірна Греції відкрила парад команд на церемонії відкриття ігор. Прапороносцем був обраний 45-річний Афанасіос Цакіріс — біатлоніст, який вже вп'яте у своїй спортивній кар'єрі бере участь в Олімпійських іграх: 1988 року (Калгарі), 1992 (Альбервіль), 1994 (Ліллехаммер), 1998 (Нагано). Його 20-річна дочка Панайота Цакірі також бере участь в Олімпіаді 2010 у змаганнях з біатлону.

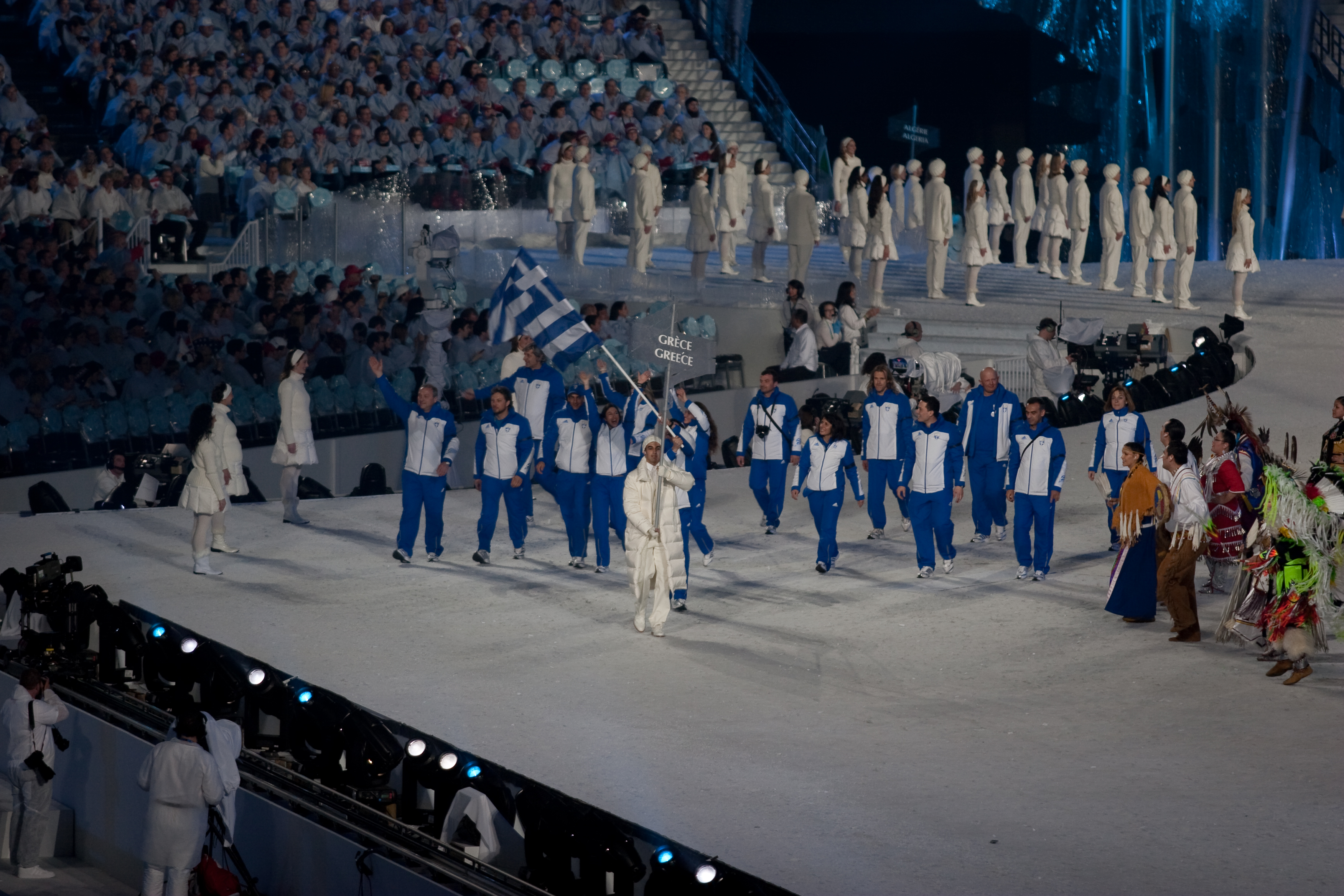
Грецька збірна під час Параду націй на церемонії відкриття Олімпіади

Запалення олімпійського вогню відбулось 22 жовтня 2009 року за участю грецької акторки Марії Нафпліоту у ролі верховної жриці, яка передала вогонь першому факелоносцю — триразовому олімпійцю, лижнику Васілісу Дімітріадісу. Грецький маршрут олімпійського вогню тривав до 29 жовтня, перетнувши 22 номи та 42 міста Греції. Серед інших славетних факелоносців були Перикліс Іаковакіс, Хрисопії Деветзі, Вула Патуліду, Демосфен Тампакос, Ніколаос Какламанакіс.

## Біатлон
Чоловіки
| Змагання            | Спортсмени        | Стрільба | Результат | Місце |
| ------------------- | ----------------- | -------- | --------- | ----- |
| Спринт              | Афанасіос Цакіріс | 2+3      | DNF       | —     |
| Індивідуальна гонка | Афанасіос Цакіріс | +++      |           |       |

Жінки
| Змагання            | Спортсмени      | Стрільба | Результат | Місце |
| ------------------- | --------------- | -------- | --------- | ----- |
| Спринт              | Панайота Цакірі | 1+2      | 24:28,8   | 86    |
| Індивідуальна гонка | Панайота Цакірі | +++      |           |       |

## Лижні види спорту

### Гірськолижний спорт
Чоловіки
На ігри кваліфікувались: Стефанос Цимікаліс, Васіліс Дімітріадіс.
Жінки
На ігри кваліфікувались: Софія Раллі.

### Лижні перегони
Чоловіки
На ігри кваліфікувались: Лефтеріс Фафаліс.
Жінки
| Змагання             | Спортсмени | Результат | Місце |
| -------------------- | ---------- | --------- | ----- |
| 10 км вільним стилем | Марія Дану | 32:14,6   | 73    |